# Lydia Pereira Felício de São Mamede
Lydia Ferreira Pereira Felício de São Mamede (Bonn, Alemanha, 4 de novembro de 1878— Porto Alegre, Brasil, 9 de setembro de 1973), foi uma nobre brasileira casada com o diplomata e político brasileiro Joaquim Francisco de Assis Brasil, que construiu um castelo em sua homenagem. Neta do Barão de Vasconcellos, (construtor do castelo de Itaipava) pelo lado materno e do Conde de São Mamede, através de seu avô Rodrigo Pereira Felício, pelo seu pai, José Ferreira Pereira Felício e também por seu irmão Alfredo Ferreira Pereira Felício, que herdaram o título monárquico.

## Biografia
Conhecida também por Dona Lydia de Assis Brasil, sua mãe, a cearense Lydia da Cruz Guimarães Smith de Vasconcellos, uma jovem moça de tradicional família, fazia seus estudos na Europa, em Londres, na época em que conheceu o seu pai, que também lá estudava. Casam no ano de 1875, na capital do Reino Unido.
Lydia nasceu alguns anos depois em Bonn, na Alemanha, onde seu pai, José Ferreira Pereira Felício, o segundo Conde de São Mamede, estudava juntamente com o Rei Dom Carlos de Portugal, enquanto jovens, tornando-se grandes amigos. Ocasião em que ele passa a ocupar o cargo de secretário particular do Rei na Alemanha. 
Ainda muito pequena, Lydia crescera na corte europeia, estudando com instrutoras em casa. Sua formação a levou a ser fluente em cinco idiomas. Foi aia do grandioso casamento da Rainha Amélia de Orleães, numa cerimônia que parou Lisboa em 1886.
Foi através de um evento da nobreza da família real, em Portugal, que a jovem conheceu seu futuro esposo, um brasileiro viúvo, que exercia o ofício de embaixador do Brasil.
Seu nome era Joaquim Francisco de Assis Brasil. Casaram em Lisboa no dia 6 de Maio de 1898, em uma bela cerimônia.

Jornal de Lisboa de 1898, noticiando o casamento

Lydia passou a morar com seu marido, em Washington D.C., onde o acompanhou no cargo de Embaixador, representando diplomaticamente o Brasil nos Estados Unidos. Lá, nasceram as suas primeiras filhas Cecília e Lydia.

Lydia de São Mamede, em 1901.

No ano de 1907, o casal passa residir no Brasil, onde seu marido, dá início a construção do projeto que havia prometido a Lydia, um castelo, com todo o conforto em que ela estava acostumada com a sua vida na Europa.
Começava ali a construção do mais ousado projeto de vida do embaixador. O castelo de Pedras Altas levou pouco mais de quatro anos para ser erguido. Ficando totalmente pronto em 1913. A fortaleza de pedra, com 44 cômodos, foi concebida com quase todo o material, vindo por navio da Europa.

Lydia acompanhou seu marido em quase todos os eventos políticos, com destaque para o Pacto de Pedras Altas, tratado de paz, assinado no castelo e colocando fim a revolução de 1923, ao qual Assis Brasil fora líder de paz.

Lydia aos 39 anos, em 1917.

Assim como enfrentou com sua família, a vida nos anos de exílio político no Uruguai, durante outras revoluções que se seguiram. Também esteve presente com ele, em eventos como, por exemplo, a Conferência Monetária e Econômica Mundial de 1933, em Londres, onde o casal com algumas filhas, foram recebidos pelo Príncipe de Gales na época, dentre outras inúmeras participações importantes em que Lydia o acompanhou.

Chegada de Assis Brasil e Dona Lydia, em Londres, para a Conferência Monetária e Econômica, em 1933

No mês de dezembro de 1934, o casal perde a sua filha mais velha, Cecilia de Assis Brasil, com apenas 34 anos, vítima de um raio; enquanto cavalgava com os irmãos ao redor do castelo. Cecilia mantinha um diário escrito ao longo dos anos em diversos cadernos, que a família preservou. Em 1983, foi publicado o livro “O Diário de Cecilia de Assis Brasil”, escrito de modo simples, sem pretensões literárias.
O objetivo da filha de Lydia era de mostrar o cotidiano de sua família, tanto em Pedras Altas, em um castelo, quanto em momentos difíceis, como as agruras em que passaram nos anos em que viveram no exílio; em algumas pequenas cidades do Uruguai.
Sem o conforto ao qual estavam acostumados, Lydia e sua família passaram a morar em lugares, alguns, não passando de simples ranchos com chão de terra batida, por muitos anos.
O livro é um testemunho vivo de boa parte de um período da história do Rio Grande do Sul e do Brasil, com um toque de zelo e amor aos animais e a vida no campo. Serve de objeto de estudo a diversos historiadores até hoje.

Capa do livro, de Carlos Reverbel. Editora LP&M

A filha Cecilia de Assis Brasil

Em dezembro de 1938, Joaquim Francisco de Assis Brasil faleceu, nas vésperas da noite de Natal. Foi sepultado, no chamado Cemitério da Boa Viagem, em que ele mesmo projetara para a última morada de sua família.
Dona Lydia, agora viúva, passa as próximas quatro décadas seguintes, dividindo a administração da granja de Pedras Altas com as suas duas filhas solteiras, Joaquina, e Lydia, (apelidada de “menina Lydia”).
O castelo recebeu visitas ilustres ao longo dos anos, amigos como Santos Dumont, presidentes da República e chefes de estado; escritores como Capistrano de Abreu, dentre outros.
Dona Lydia passava a se corresponder, através de cartas, com autoridades do mundo todo; pelos laços estreitados que formou, durante todos os eventos em que participou ao redor do mundo; dentre os mais diversos países, ao lado do seu marido.

Dona Lydia com Assis Brasil, em 1930

No ano de 1972, a extinta revista Manchete, publicou uma reportagem de Dona Lydia, já com mais de 90 anos, recebendo o então presidente da República, Emílio Garrastazu Médici, durante uma visita a ela.

Dona Lydia na ocasião de seus 90 anos

Lydia de Assis Brasil faleceu em 1973, prestes a completar 95 anos, na capital, Porto Alegre.
O castelo seguiu com a administração das suas duas filhas, até a morte delas, passando a ser administrado depois, na década de 90 e 2000, por alguns de seus familiares.
No ano de 2022, necessitando de urgentes reparos, os descendentes da família Assis Brasil vendem o castelo para a família Segat, que, desde então, são os novos proprietários.
A família Segat tem mantido um projeto de restauração completa, oferecendo visitas guiadas e mantendo viva a história da família de Lydia e de Joaquim Francisco de Assis Brasil.
Nas redes sociais, a página do castelo mostra o acompanhamento das etapas finais do restauro, bem como as diversas relíquias encontradas; fotos e curiosidades das mais diversas, que agora farão parte do museu. Como por exemplo:

O Convite de casamento de Diana e Charles à família Assis Brasil, em 1981

Essa é apenas uma dentre as inúmeras relíquias, que agora poderão ser conferidas em visitações públicas; fruto da dedicação e empenho da família Segat.
Lydia e Assis Brasil tiveram 8 filhos, todos já falecidos:
Cecília (1899-1934), Lydia (1900-1993), Joaquina (1902-1988), Francisco (1905-1986), Joana (1908-1968), Dolores (1910-1991), Joaquim (1912-1985) e Lina (1916-2003).

Cemitério Particular da Boa Viagem, no Castelo, onde repousam Dona Lydia, Assis Brasil e alguns filhos

Além de diversos netos e bisnetos.